# Stella. Ett liv
Stella. Ett liv (tyska: Stella. Ein Leben.) är en tysk dramafilm från 2023. Filmen är regisserad av Kilian Riedhof efter ett manus skrivet av Marc Blöbaum, Jan Braren och Riedhof. Den hade biopremiär i Sverige den 19 april 2024, utgiven av Noble Entertainment.

## Handling
Filmen kretsar kring Stella som växer upp i Berlin under nazistregimens styre. Hon drömmer om en karriär som jazzsångerska men tvingas 1944 att gå under jorden tillsammans med sina föräldrar.

## Rollista (i urval)
- Paula Beer - Stella Goldschlag
- Jannis Niewöhner - Rolf Isaaksohn
- Katja Riemann - Toni Goldschlag
- Lukas Miko - Gerhard Goldschlag
- Bekim Latifi - Aaron Salomon
- Damian Hardung - Manfred Kübler
- Joel Basman - Peter
- Maeve Metelka - Inge
- Julia Anna Grob - Hansi Meyer
- Rony Herman - Heinz Gottschalk
- Max Krause - Günther Abrahamson